# Бизнес-класс (авиация)
Бизнес-класс в терминологии коммерческих авиаперевозок обозначает отличие от других классов путешествия в размещении в салоне самолёта, в качестве бортового питания, предоставляемых напитках, обслуживании в аэропорту и других услугах. Билеты по полному тарифу бизнес-класса обычно обозначаются литерами «J» или «C» (с гибкостью расписания), но также могут обозначаться и другими буквами, в зависимости от многих факторов.

## История
Коммерческие авиакомпании начали разделять полноценный и уценённый (с точки зрения стоимости билетов) экономические классы обслуживания пассажиров ещё в конце 1970-х годов. В 1976 компания KLM представила услугу Full Fare Facilities (FFF) для пассажиров, купивших билет в экономический класс по полной цене, который позволял им занимать места в салоне самолёта в первых рядах непосредственно за местами первого класса. Это концепция быстро стала популярной и была скопирована другими авиакомпаниями, включая Air Canada. United Airlines и Trans World Airlines экспериментировали с похожим подходом разделения на три класса обслуживания в 1978 году, но позднее отказались от этой идеи из-за негативных отзывов пассажиров дискаунтного экономкласса, которым казалось, что уровень их обслуживания снизился. В компании «United» также было несколько случаев неразберихи с пассажирами, которых не могли определить на должные места в экономклассе на стыковочных рейсах. «American Airlines» также начала разделять пассажиров полного экономкласса от дискаунтных в 1978 году, предлагая места у аварийных выходов с бо́льшим пространством для ног для пассажиров полного экономкласса.
Примерно в это же время среди работников авиаиндустрии стали ходить слухи о том, что сверхзвуковые самолёты монополизируют рынок авиаперевозок для пассажиров, которые будут платить за билеты больше других, а также о том, что рынок билетов на три класса (первый, премиум- и дискаунт-эконом) разделится на сверхзвуковой первый класс и на реактивный бизнес и экономический. В 1977 году израильская авиакомпания El Al объявила о своих планах перепланировать самолёты с небольшим отсеком для первого класса и бо́льшим бизнес-классом, надеясь на то, что большинство пассажиров трансатлантических рейсов, путешествующих первым классом, пересядет в бизнес-класс на Concorde.
В октябре 1978 года исполнительный директор «British Airways» Колин Маршалл представила «Клубный Класс» (Club Class), отдельный отсек в самолёте с многочисленными удобствами, как отличительную особенность деловых пассажиров, путешествующих по полным тарифам от туристов, путешествующих по льготным тарифам. Pan Am объявила, что вводит «Clipper Class» в июле 1978 года, а также Air France и Pan Am ввели бизнес-класс в ноябре 1978 года. Австралийская Qantas утверждает, что ввела первый в мире бизнес-класс в 1979 году.
1 ноября 1981 года SAS представила EuroClass с отдельным отсеком, отдельными стойками регистрации в аэропорту и залами ожидания для пассажиров бизнес-класса. Одновременно с этим на их европейских самолётах первый класс исчез.

## Ближнемагистральные и региональные рейсы

### Европа
Европейские перевозчики обычно предлагают бизнес-класс, который на самом деле является экономом, но с лучшим обслуживанием. В самолёте может быть занавеска, отделяющая бизнес от эконома (по просьбе пассажиров), но посадочные места находятся в одном салоне. Некоторые авиакомпании, такие как Air France и Lufthansa используют кресла-трансформеры, которые позволяют посадить трёх пассажиров рядом в экономе, но затем эти же кресла можно переделать таким образом, что между двумя креслами (у окна и в проходе) останется расстояние в 0,5 пассажирского кресла для использования этих же кресел для компоновки отсека бизнес-класса. British Airways использует кресла-трансформеры на европейских региональных рейсах, но не на внутренних рейсах по Великобритании.
В последнее время бизнес-класс начал исчезать на некоторых коротко- и среднемагистральных рейсах; его вытесняет «эконом по полному тарифу» и «дискаунт-эконом» (в KLM и SAS). На таких рейсах места одинаковые для всех пассажиров, отличие только в возможностях изменить бронирование (перенести дату вылета или отменить полёт без штрафных санкций), а также в услугах по предоставлению питания и напитков на борту. На коротких рейсах (обычно продолжительностью менее часа) многие авиакомпании вообще убрали бизнес-класс полностью (например, British Midland Airways на многих рейсах) и предлагают услуги только в одном классе обслуживания. British Airways предлагает «UK Business» на внутренних рейсах — такое же обслуживание, как в экономклассе с добавлением ускоренной регистрации на рейс в аэропорту, получением багажа, доступом в залы ожидания и приоритетной посадкой. В полёте напитки, чай или кофе, а также лёгкая закуска подаются всем пассажирам, на рейсах до 09:59 утра — горячий завтрак.

## Дальнемагистральные рейсы
Услуги, предоставляемые пассажирам бизнес-класса, наиболее заметны и значимы по сравнению с экономическим классом именно на дальнемагистральных рейсах, в то время как на ближнемагистральных и региональных рейсах преимущества его над эконом-классом не так выделяются. Сегодня пассажирам бизнес-класса предоставляются услуги, которые раньше были доступны только пассажирам первого класса, таким образом сужая разрыв между первым классом и экономом. Эти услуги и удобства после экономического спада в отрасли в 2000-х годах вынудили многие компании отказаться вообще от мест первого класса на своих самолётах (так как первый класс, как правило, стоит примерно вдвое дороже бизнеса и места занимает в два раза больше) — таким образом, именно бизнес-класс остаётся самым дорогим на таких судах.
Так же, как и в первом классе, все алкогольные напитки и еда бесплатны, гораздо лучшего качества и разнообразнее, чем в эконом-классе. Пассажиры экономического класса, как правило, не проходят в салон бизнес-класса, в то время как пассажиры первого класса могли выйти в бизнес-класс.

### Меню
Во время полёта на дальнемагистральных рейсах такие компании, как Swiss, Lufthansa, SAS Scandinavian Airlines и многие другие предлагают in-flight gourmet meals с выбором блюд по меню. После того как пассажир занимает своё место в салоне самолёта, ему предлагают на выбор шампанское или безалкогольные напитки, обед из 3—5 блюд, который принесут в течение полёта. Такие авиакомпании, как, например, US Airways, позволяют путешественникам заказать специальную еду по желанию, если её нет в меню. Выбор напитков для пассажиров бизнес-класса, как правило, широк. Многие авиакомпании предлагают выбор первоклассных вин, ассортимент различных марок пива и крепкого алкоголя.
Singapore Airlines предлагают услугу «book the cook», которая позволяет выбрать блюдо для гурманов ещё перед вылетом.

### Названия
Разные авиакомпании называют бизнес-класс в своих самолётах по-разному. Например, «Аэрофлот» использует названия «Президент» для дальнемагистральных и «Премьер» для коротких и среднемагистральных рейсов.